# バーナード・ヴォネガット
バーナード・ヴォネガット（Bernard Vonnegut、1914年8月29日 - 1997年4月25日）は、アメリカ合衆国の気象学者である。人工降雨・人工降雪のためのクラウドシーディングにヨウ化銀が有用であることを発見した業績がある。小説家カート・ヴォネガットは弟である。
バーナードはインディアナポリスで生まれた。マサチューセッツ工科大学に通い1936年に化学で学士号を、1939年に物理化学で博士号を得た。

## 学者としての経歴
1945年、バーナードはニューヨーク州スケネクタディのゼネラル・エレクトリックの研究所で働き始めた。1946年11月14日にシーディングにおいて、ヨウ化銀が核を形成する薬品として使えることを発見し、同じ研究所に所属していたアーヴィング・ラングミュアによって、同年に実証実験が行なわれた。雲の種を蒔くには、氷晶の成長を促進するために大量の核形成剤を雲に投入することが必要である。現在でも、人工降雨および人工降雪にはヨウ化銀が利用される。バーナードは1952年にはアーサー・D・リトル株式会社に移籍し、1967年にはニューヨーク州立大学オールバニ校の大気科学の教授に就任した。1985年の退職時に名誉教授の称号を贈られた。
バーナードは28の特許を取得している。また、イライアス・ルーミスが1842年に行った実験を再検証して、論文『ニワトリの羽が千切れる現象を指標とした、竜巻中の風速の概算方法』をまとめた。この功績から、1997年度イグノーベル賞を受賞している。

## 家族
妻のロイス・バウラー・ヴォネガット（Lois Bowler Vonnegut）とは、1971年に死別した。また、息子が5人いる。
1997年8月25日、ニューヨーク州オールバニの聖ピーター病院で癌によって死亡した。
弟のカートは、いくつかの作品中でバーナードの研究に言及している。